# گورای (استان لوبلین)
گورای (به لاتین: Goraj) یک روستا در لهستان است که در گمینا گورای واقع شده‌است. گورای ۱٬۰۴۸ نفر جمعیت دارد.